# Rock My World
Rock My World es el quinto álbum del músico estadounidense Bret Michaels, publicado el 3 de junio de 2008. Se trata de un álbum recopilatorio con la inclusión de tres nuevas canciones y el tema oficial del programa Rock of Love.

## Lista de canciones
1. "Go That Far" - 2:53 (tema de Rock of Love)
2. "Driven" - 3:03 (del disco Freedom of Sound)
3. "Fallen" - 3:43
4. "Raine" - 3:54 (del disco Songs of Life)
5. "Bittersweet" - 3:23 (del disco Songs of Life)
6. "Start Again" - 3:17
7. "Songs of Life" - 3:14 (del disco Songs of Life)
8. "Strange Sensation" - 2:57 (del disco Songs of Life)
9. "All I Ever Needed" - 3:31 (del disco Freedom of Sound)
10. "Menace to Society" - 2:49 (del disco Songs of Life)
11. "Right Now, Right Here" - 3:24 (del disco Freedom of Sound)
12. "It's My Party" - 3:00 -  (2008 mix)